# 篠山鉄道
篠山鉄道（ささやまてつどう）は、かつて兵庫県多紀郡味間村（丹南町を経て、現在の丹波篠山市）と同郡篠山町（同）の間を結んでいた鉄道路線、およびその運営会社である。
国鉄篠山駅（現在の篠山口駅）が、篠山町の中心市街地から遠く離れた場所に位置したため、同駅と中心市街地を結ぶ交通機関として建設、1915年（大正4年）に開通した。しかし戦時中の1944年（昭和19年）、同じく篠山口駅を起点として篠山町を通る国鉄篠山線が開通したのと同時に廃止された。

## 路線データ
- 路線距離（営業キロ）：4.9km
- 軌間：1067mm
- 駅数：5駅（起終点駅含む）
- 複線区間：なし（全線単線）
- 電化区間：なし（全線非電化）
- 閉塞方式：不明

## 運行形態
1942年11月15日改正当時
- 列車本数：篠山 - 篠山町間11往復半
- 所要時間：全線13分

## 歴史
- 1911年（明治44年）6月12日 坊ケ内安治郎ほか6人に鉄道免許状下付（篠山-大澤間）[2]
- 1913年（大正2年）4月27日 篠山軽便鉄道として会社設立[3][4][5]
- 1915年（大正4年）9月12日 弁天 - 篠山町間開業[6][7][8]。同年度中に国鉄との連帯運輸を開始[9]
- 1919年（大正8年）5月 伊藤英一の株買占めにより伊藤の親戚にあたる末正盛治[10]が社長に就任[11]
- 1921年（大正10年）2月15日 篠山町駅を町中心部に移転し路線延長。西町駅開業[7][12]
- 1923年（大正12年）2月17日 鉄道免許状下付（多紀郡篠山町-同郡福住村間）[13]
- 1925年（大正14年）
  - 11月18日[3]または11月26日[6][7][14] 篠山鉄道に社名変更
  - 12月10日 篠山駅構内まで線路を延長し、福知山線と接続。同時に弁天駅は廃止[7][15][16]
- 1926年（大正15年）4月24日 鉄道免許失効（多紀郡日置村-同郡福住村間 指定ノ期限マテニ工事施行認可申請ヲ為ササルタメ）[17]
- 1935年（昭和10年）1月16日 瓦斯倫動力併用実施[4]
- 1935年（昭和10年）2月15日 魚の棚駅開業[7]
- 1937年（昭和12年）10月13日 鉄道免許失効（多紀郡篠山町-同郡日置村 工事施行ノ認可ヲ受ケサルタメ）[18]
- 1944年（昭和19年）
  - 3月1日 国鉄篠山駅が篠山口駅に改称
  - 3月21日 全線廃止[6][7][19]

## 駅一覧
1915年時点
弁天駅 - 東吹駅 - 岡野駅 - 篠山町駅
1944年時点
篠山駅 - 東吹駅 - 岡野駅 - 西町駅 - 魚の棚駅 - 篠山町駅

## 接続路線
- 篠山駅：福知山線篠山駅（現・篠山口駅）

※開業当初の起点であった弁天駅は、篠山駅から徒歩圏内であったが、少し離れていた。

## 輸送・収支実績
| 年度 | 乗客（人） | 貨物量（トン） | 営業収入（円） | 営業費（円） | 益金（円） | その他益金（円） | その他損金（円）             | 支払利子（円） | 政府補助金（円） |
| ---- | ---------- | -------------- | -------------- | ------------ | ---------- | ---------------- | ---------------------------- | -------------- | ---------------- |
| 1915 | 50,392     | 138            | 4,533          | 4,958        | ▲ 425      |                  | 検査結果改算78,862           | 2,631          |                  |
| 1916 | 102,412    | 1,313          | 8,457          | 10,605       | ▲ 2,148    |                  |                              | 3,118          | 4,542            |
| 1917 | 130,658    | 1,111          | 10,604         | 14,260       | ▲ 3,656    |                  | 雑損99                       | 2,932          | 5,546            |
| 1918 | 167,213    | 942            | 20,136         | 18,078       | 2,058      |                  |                              | 2,748          | 1,982            |
| 1919 | 189,463    | 1,290          | 31,755         | 20,711       | 11,044     |                  | 会計検査改算45               | 2,836          |                  |
| 1920 | 205,435    | 1,260          | 47,230         | 35,041       | 12,189     |                  |                              | 13,119         | 3,545            |
| 1921 | 221,908    | 3,593          | 48,342         | 35,473       | 12,869     |                  |                              |                | 4,716            |
| 1922 | 228,541    | 4,150          | 54,564         | 37,503       | 17,061     |                  |                              |                | 2,024            |
| 1923 | 234,665    | 4,970          | 59,736         | 37,725       | 22,011     |                  | 雑損439                      | 9,788          | 1,901            |
| 1924 | 161,648    | 5,239          | 45,853         | 39,169       | 6,684      | 27,166           | 雑損27,211                   | 7,540          | 12,353           |
| 1925 | 176,570    | 6,327          | 50,146         | 31,996       | 18,150     |                  |                              | 7,289          | 4,634            |
| 1926 | 186,433    | 11,330         | 51,837         | 37,143       | 14,694     |                  |                              | 10,493         |                  |
| 1927 | 179,573    | 20,091         | 57,749         | 34,303       | 23,446     |                  | 自動車1,050                  | 16,351         |                  |
| 1928 | 151,092    | 29,554         | 58,495         | 33,876       | 24,619     | 損失補助金1,539  | 償却金1,539                  | 15,740         |                  |
| 1929 | 152,003    | 34,943         | 62,578         | 34,545       | 28,033     |                  | 自動車2,459                  | 15,846         |                  |
| 1930 | 141,159    | 27,889         | 52,936         | 38,926       | 14,010     | 損失補填金5,790  | 雑損償却金9,904自動車1,775   | 14,307         |                  |
| 1931 | 148,917    | 20,035         | 46,817         | 26,871       | 19,946     |                  | 雑損816償却金12,922自動車688 | 14,054         |                  |
| 1932 | 145,629    | 23,010         | 44,902         | 24,604       | 20,298     |                  | 雑損償却金2,333自動車1,826   | 13,194         |                  |
| 1933 | 145,399    | 33,063         | 48,356         | 27,991       | 20,365     |                  | 雑損3,313自動車169           | 12,856         |                  |
| 1934 | 160,182    | 28,993         | 45,786         | 30,981       | 14,805     |                  | 雑損1,881自動車53            | 11,332         |                  |
| 1935 | 175,196    | 27,087         | 47,115         | 30,416       | 16,699     |                  | 償却金1,600自動車834         | 8,172          |                  |
| 1936 | 199,011    | 25,658         | 47,664         | 36,344       | 11,320     |                  | 償却金2,400自動車1,236       | 7,236          |                  |
| 1937 | 277,372    | 23,201         | 57,793         | 35,509       | 22,284     |                  | 雑損償却金9,240自動車5,860   | 5,531          |                  |
| 1939 | 469,562    | 44,022         |                |              |            |                  |                              |                |                  |
| 1941 | 467,877    | 51,796         |                |              |            |                  |                              |                |                  |
| 1943 | 694,328    | 53,293         |                |              |            |                  |                              |                |                  |

- 鉄道院年報、鉄道院鉄道統計資料、鉄道省鉄道統計資料、鉄道統計資料、鉄道統計、国有鉄道陸運統計各年度版

## 車両

### 蒸気機関車
- 1（2代） ← 2（初代）
1903年、英国 W・G・バグナル製の車軸配置0-4-0(B)型10t級タンク機関車。旧鉄道院1形(1)。1915年12月17日に2から改称。1943年に神戸製鋼所へ譲渡され6となった。
- 2（2代） ← 1（初代）
1914年9月、石川鐵工所製の車軸配置0-4-0(B)型10t級タンク機関車。1915年12月17日に1から改称。1919年6月に泉工業へ譲渡された。
- 2（3代）
1926年、日本車輌製造製の車軸配置0-6-0(C)型20t級タンク機関車（製造番号154）。路線廃止後の1944年8月に、宮崎交通へ譲渡され6となった。
- 608
1888年、英国 ナスミス・ウィルソン製の車軸配置2-4-2(1B1)型37t級タンク機関車。旧鉄道院600形(608)で、京都市を経て1937年に入線した。路線廃止後の1945年4月に高知鉄道へ譲渡された。

### 客車
- ハフ1・ハフ2　
1915年、梅鉢鉄工所製の木製2軸三等緩急車（定員34名）。廃止後、1945年に湊鉄道へ譲渡。
- ハ4　
1923年に大阪鉄道より購入した、1900年東京月島車両製造所製の木製2軸三等車ハ6（定員50名）。廃止後、1945年に湊鉄道にへ譲渡。
- ロハ5　
1923年に大阪鉄道より購入した、1900年東京月島車両製造所製の木製2軸二三等車ロハ3（定員二等14、三等30名）。後に二等は廃止されてハ5に変更された。廃止後、1945年に上信電気鉄道へ譲渡。
- ハブ6・ハブ7　
1926年に南海鉄道より購入した木製2軸三等緩急車（定員50名）。高野鉄道が出自で、1899年日本車輌製造製南海ろブ16←は16、1898年井上製南海ろブ11←は11。廃止後、1945年へ上信電気鉄道に譲渡。

## バス事業
1934年時点で1路線、使用車両（常用1予備1）。